# Alexander Dietz (Theologe)
Alexander Dietz (* 1976 in Frankfurt am Main) ist ein deutscher evangelischer Theologe und Ethiker. Seit 2015 ist er Professor für Systematische Theologie und Diakoniewissenschaft an der Hochschule Hannover.

## Leben
Dietz studierte Evangelische Theologie, Philosophie und Betriebswirtschaftslehre. Im Jahr 2001 schloss er sein Theologiestudium mit dem Ersten Theologischen Examen ab. An der Universität Heidelberg wurde er 2004 mit einer Dissertation zum Thema Der homo oeconomicus in der Perspektive theologischer Wirtschaftsethik promoviert. Von 2005 bis 2010 war Dietz Wissenschaftlicher Mitarbeiter an der Theologischen Fakultät der Universität Heidelberg, wo er sich 2010 mit einer Arbeit zum Thema Ressourcenallokation im Gesundheitswesen in der Perspektive theologischer Medizinethik habilitierte. Von 2011 bis 2015 hatte er die Stabsstelle Diakonische Kultur bei der Diakonie Hessen inne. Seit dem Jahr 2015 ist er Professor für Systematische Theologie und Diakoniewissenschaft an der Fakultät V der Hochschule Hannover.
Dietz erhielt u. a. den Johann-Hinrich-Wichern-Preis, den John Templeton Award for theological Promise, den Henning-Schröer-Förderpreis für verständliche Theologie und den Promotionspreis „Religion und Ethik“ der Universität Erfurt.

## Forschungsschwerpunkte
Zu den Forschungsschwerpunkten von Dietz gehören Wirtschaftsethik, Medizinethik, politische Ethik, theologische Fragen im Bereich der Diakonie sowie theologische Reflexionen zu populärkulturellen Phänomenen. Dietz versteht theologische Ethik wesentlich als Ideologiekritik. Dabei orientiert er sich insbesondere an der lutherischen Anthropologie sowie der Zwei-Regimenten-Lehre. Dietz wendet sich kritisch gegen eine Ökonomisierung aller Lebensbereiche, insbesondere des Gesundheitswesens. Vor dem Hintergrund der Flüchtlingskrise und der Klimakrise warnt er vor einer Moralisierung von Politik und Religion. Er empfiehlt eine Profilierung der Diakonie durch Sozialanwaltschaft sowie Gemeinwesenorientierung. Außerdem fordert Dietz eine stärkere Fokussierung der Kirche auf die Zielgruppe der Männer und eine Anerkennung des grundsätzlichen Unterschieds zwischen Mensch und Tier sowie zwischen Mensch und künstlicher Intelligenz.

## Publikationen (Auswahl)

### Monographien
- Der homo oeconomicus. Theologische und wirtschaftsethische Perspektiven auf ein ökonomisches Modell. Gütersloher Verlagshaus, Gütersloh 2005.
- Gerechte Gesundheitsreform? Ressourcenvergabe in der Medizin aus ethischer Perspektive. Campus-Verlag, Frankfurt/New York 2011.
- mit Jan Dochhorn und anderen: Wiederentdeckung des Staates in der Theologie. Evangelische Verlagsanstalt, Leipzig 2020.
- Plötzlich bei der Kirche. Dialog über Glaubensfragen für Mitarbeitende der Diakonie. Evangelische Verlagsanstalt, Leipzig 2021.
- mit Hartwig von Schubert: Brauchen wir eine allgemeine Dienstpflicht? Evangelische Verlagsanstalt, Leipzig 2023.
- Theologische Ethik als Ideologiekritik. Beiträge zur Wirtschaftsethik, Medizinethik, Politischen Ethik sowie Umwelt- und Technikethik. Evangelische Verlagsanstalt, Leipzig 2025.

### Herausgeberschaften
- mit Christian Polke und anderen: Menschenbild und Theologie. Beiträge zum interdisziplinären Gespräch. Evangelische Verlagsanstalt, Leipzig 2007.
- mit Arne Manzeschke und anderen: Aktiengesellschaft Krankenhaus. Bestimmen ökonomische Ziele medizinisches Handeln? PCO-Verlag, Bayreuth 2007.
- mit Christian Polke und anderen: Niemand ist eine Insel. Menschsein im Schnittpunkt von Anthropologie, Theologie und Ethik. Verlag De Gruyter, Berlin 2011.
- mit Frank Martin Brunn: Selbstbestimmung in der Perspektive theologischer Ethik. Evangelische Verlagsanstalt, Leipzig 2011.
- mit Stefan Gillich: Barmherzigkeit drängt auf Gerechtigkeit. Anwaltschaft, Parteilichkeit und Lobbyarbeit als Aufgabe für Soziale Arbeit und Verbände. Evangelische Verlagsanstalt, Leipzig 2013.
- mit Hendrik Höver und anderen: Corporate Governance in der Diakonie. Beiträge zur diakonischen Aufsichtsratspraxis und Kultur. Lit, Berlin 2015.
- mit Stefan Gillich: Armut und Ausgrenzung überwinden. Impulse aus Theologie, Kirche und Diakonie. Evangelische Verlagsanstalt, Leipzig 2016.
- mit Hendrik Höver: Gemeinwesendiakonie und Unternehmensdiakonie. Lit, Berlin 2019.
- mit Stefan Jung und anderen: Zwischen Mitleidsökonomie und Professionalisierung. Tafeln in wirtschaftsethischer Perspektive. Lit, Berlin 2021.
- mit Christoph Sigrist: Gemeinwesendiakonie und Resonanz. Eine deutsch-schweizerische Begegnung. Blumhardt-Verlag, Hannover 2022.
- „Uns gehört die Welt“? Kritische soziologische, kulturwissenschaftliche und ethische Studien zum populärkulturellen Phänomen „Böhse Onkelz“. Lit, Berlin 2023, ISBN 978-3-643-15283-1.
- Emotionalisierung – Moralisierung – Radikalisierung. Theologische Beiträge. Evangelische Verlagsanstalt, Leipzig 2024, ISBN 978-3-374-07752-6.
- mit Hermann Diebel-Fischer: Umstrittene allgemeine Dienstpflicht, Lit, Berlin 2025.
- mit Harald Seubert und anderen: Digitale Realutopien und christliche Heilserwartung. Spannungsfelder heutigen Glaubens. Lit, Berlin 2025, ISBN 978-3-643-14845-2